# Why Pink Floyd…?
Why Pink Floyd…? (en català, 'Per què Pink Floyd…?') és la campanya de rellançaments del grup britànic de rock progressiu Pink Floyd. Es va iniciar el setembre de 2011 (amb el llançament de la caixa recopilatòria Discovery i les edicions Experience i Immersion del Dark Side of the Moon) i va finalitzar al febrer de 2012 (amb les edicions Experience i Immersion de The Wall). Es va dividir en tres etapes (la primera, el 26 de setembre de 2011; la segona, el 7 de novembre de 2011; i la tercera el 27 de febrer de 2012). Els llançaments estan disponibles en tres formats: Discovery (remasterització de l'àlbum original), Experience (remasterització de l'àlbum original, i un disc extra amb temes inèdits [en viu, rareses i demos]), i Immersion (la remasterització, el bonus de la versió Experience, i en el cas de The Wall, el disc en viu Is There Anybody Out There? The Wall Live 1980-1981 remasteritzat, en una caixa recopilatòria amb llibrets, pòsters, bales, etc.).

## Fases

### 1a Fase
La 1a fase de la campanya va començar el 26 de setembre de 2011, amb les versions en vinil, Experience i Immersion de The Dark Side of the Moon, i amb el llançament del box set Discovery (caixa que conté els 14 àlbums d'estudi remasterizados per James Guthrie, i un llibre anomenat Graphic Tals, amb il·lustracions de Storm Thorgerson).

### 2a Fase
La 2a fase va començar el 7 de novembre de 2011 amb les edicions en vinil, SACD, Experience i Immersion de Wish You Were Here; i amb el llançament de la nova compilació de la banda, A Foot in the Door: The Best of Pink Floyd.

### 3a Fase
La 3a fase va començar el 27 de febrer de 2012 amb les edicions en vinil, Experience i Immersion de The Wall.